# جناس مكرر
ربما أطلق على الجناس المزدوج
الجناس المكرر، ما يقال له التوزيع وتكرار الحرف ونغمة الحروف، هو إتيان القائل بألفاظ تكرر فيها حرف واحد أو حروف متشابهة. وقد اجتمعا، أي تكرار الحرف الواحد والمتشابهة، في أولى سورة الزلزلة ﴿إذا زلزلت الأرض زلزالها﴾ فأما المكرر فهو الزاي أربعا واللام خمسا، وأما المتشابهة فهي الذال والزاي والضاد المتجانسات.

## أقسامه
أقسام الجناس المكرر:
- الجناس الاستهلالي،[1] تكرار حرف في أوائل الكلمات، نحو الآية الرابعة عشر بعد المئة من سورة البقرة ﴿ومن أظلم ممن منع مساجد الله أن يذكر فيها اسمه﴾.[4]
- الجناس الصامت، تكرار حرف صامت.
- الجناس المصوت، تكرار حرف مصوت.

## اشتراك لفظي
الحرف المكرر عند الخطاطين هو ما تكرر سهوا، وعند المجودين هو حرف الراء سمى بذلك لأنه يتكرر على اللسان عند النطق به.